# 劉的之
劉的之（英語：Dick Lau Tik-Chi，1966年—），籍貫江蘇武進，90年代香港電影男演員，著名代表作品有《赤裸羔羊》、《滅門慘案II借種》、《偶遇》、《孽欲追擊檔案之邪殺》等，2000年後淡出演藝圈。

## 事件

### 被外界誤傳死訊
2017年時在網路社群媒體上其友人刊登與劉的之的合照，2024年時在網路社群媒體上再次刊登出劉的之蓄鬍的近照，氣色頗佳，身形依舊壯碩，也間接證實早年流傳劉的之於1998年死於愛滋病乃網路所杜撰誤傳的不實訊息。

## 演出作品

### 電影
- 公子多情（1988）飾演 派對嘉賓（客串）
- 傲氣雄鷹（1989）飾演 學警成員（客串）
- 烈火危情（1991）
- 男盜女娼（1992）飾演 譚天
- 偷試隔牆花（1992）
- 赤裸羔羊（1992）飾演 督察
- 不羈的心（1993）飾演 Kim
- 雨夜天魔（1993）
- 摩登龍爭虎鬥（1994）
- 滅門慘案II借種（1994）飾演 朱正軍
- 沙甸魚殺人事件（1994）飾演 Brian
- 不文女學堂（1994）飾演 Kent Lee
- 青樓十二房（1994）飾演 阿逸
- 偶遇（1995）飾演 王家強[2]
- 玻璃鎗的愛（1995）
- 孽慾追擊檔案之邪殺（1996）飾演 King Kong
- 假男假女（1996）飾演 Dick
- 收數唔該（1997）
- 赤足驚魂（1997）飾演 Ivan
- 迷色陷阱（1998）

### 電視劇（亞洲電視）
- 《與狼共枕》（2000年播出）[註 1]

## 外部連結
- 劉的之在香港影庫上的簡介
- bilibili上的

1. ↑  . 香港01. 2020-04-16  [2024-10-13].